# Volo TAM 402
Il volo TAM JJ402 era un volo di linea della TAM Airlines, in partenza dall'aeroporto di San Paolo-Congonhas con destinazione l'aeroporto di Rio de Janeiro-Santos Dumont. Il 31 ottobre 1996 alle 08:27 (UTC-3), il Fokker F100 operante il volo si schiantò in una zona residenziale poco dopo il decollo dall'aeroporto di San Paolo-Congonhas. Nel disastro perirono le 95 persone a bordo oltre ad altre quattro nella zona residenziale distrutta dal Fokker.

## L'aereo
Il velivolo coinvolto era un Fokker F100, marche PT-MRK e numero di serie 11440. Volò per la prima volta nel febbraio 1993 e venne consegnato a TAM Linhas Aéreas nell'agosto dello stesso anno. Era equipaggiato con 2 motori turboventola Rolls-Royce Tay 650-15. Al momento dell'incidente, l'aereo aveva quasi quattro anni e aveva accumulato 8 171 ore di volo.

## L'equipaggio
Il comandante era il 35enne José Antonio Moreno, che aveva più di 9 000 ore di esperienza di volo, comprese 3 000 sul Fokker F100. Il primo ufficiale era il 27enne Ricardo Luis Gomes, che aveva 4 000 ore di volo, di cui 160 sul Fokker F100. A bordo c'erano anche cinque assistenti di volo.

## L'incidente
Il Fokker F100 incorpora un sistema di sicurezza per far fronte all'attivazione accidentale di un inversore di spinta al decollo o in volo. Il sistema sposta automaticamente il controllo di spinta del motore Rolls-Royce Tay 650-15 interessato per ridurre la potenza. L'aereo è quindi in grado di salire in sicurezza con la piena potenza di un solo motore o di mantenere il volo normale a potenza ridotta. Inoltre, un microinterruttore, attivato dal carrello di atterraggio principale del velivolo che lascia il suolo, disabilita il circuito di funzionamento dell'inversore di spinta, impedendo l'azionamento involontario dell'inversore di spinta in volo.
Quando l'aereo decollò dalla pista, con entrambi i motori a piena potenza, un interruttore difettoso in combinazione con un possibile cortocircuito causò il dispiegamento dell'inversore di spinta del motore destro. Lo squilibrio di potenza portò l'aereo a rollare e virare a destra mentre si allontanava dalla pista. Il sistema di sicurezza interruppe automaticamente l'alimentazione al motore che subì un malfunzionamento dell'inversore di spinta. Non c'erano allarmi o altre indicazioni della cabina di pilotaggio a indicare che un inversore di spinta era stato accidentalmente azionato. L'equipaggio non aveva modo di sapere quale fosse il vero problema. Il copilota, vedendo la manetta di potenza del motore destro spostarsi automaticamente al minimo, pensò che fosse scivolata indietro a causa di un problema con il sistema di automanetta e la riportò in posizione di massima potenza accanto alla leva dell'acceleratore motore sinistro. Ancora una volta, il sistema automatico di sicurezza spostò la manetta del motore destro e il comandante, che stava pilotando, chiese lo spegnimento del sistema dell'automanetta. Dopo aver spento il sistema, il copilota spinse di nuovo la leva di alimentazione del motore destro completamente in avanti e la tenne lì con forza. 
Il cavo del sistema di sicurezza, responsabile di portare la manetta al minimo, non era più in grado di sopportare lo sforzo di essere tirato in un senso dall'attuatore e nell'altro senso dal primo ufficiale: di conseguenza, si spezzò. Con la manetta non più trattenuta dal sistema di sicurezza, il copilota continuò a tenere la potenza al massimo. La combinazione del motore destro alla massima spinta inversa e del motore sinistro ancora alla normale spinta in avanti causò un rollio violento del velivolo verso destra e la discesa al suolo.

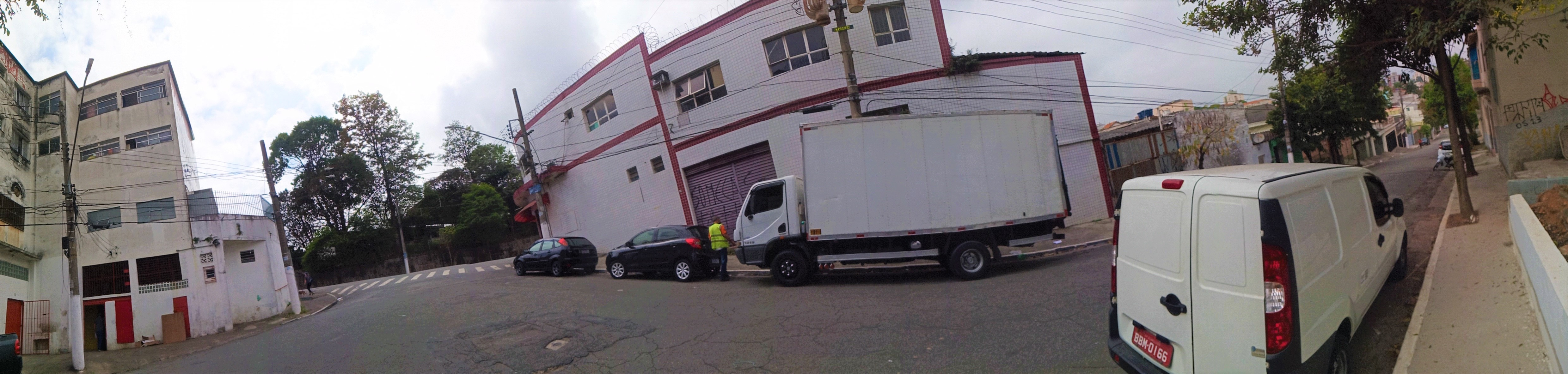
L'aereo di TAM è caduto in una zona residenziale nel quartiere di Jabaquara. Fotografia panoramica del 2021 della zona di impatto.

## I soccorsi
Uno dei carrelli di atterraggio si staccò dall'aereo precipitato ed entrò dalla finestra di una casa; due persone che erano in quella stanza se n'erano andate meno di trenta secondi prima. Subito dopo l'incidente hanno cominciato ad arrivare ambulanze, mezzi della polizia e mezzi dei vigili del fuoco e della protezione civile. Le prime informazioni diffuse da Rede Globo affermavano che l'aereo sarebbe diretto a Brasilia e non a Rio de Janeiro, anche se evidenziava che la destinazione dell'aereo non era stata ancora confermata dalla compagnia. Subito dopo, l'informazione è stata corretta dalla società. Per trasportare i corpi all'Istituto medico legale sono stati utilizzati i furgoni del servizio merci TAM. Nel frattempo, i funzionari della compagnia hanno iniziato a contattare le famiglie dei passeggeri e dell'equipaggio. Nel primo pomeriggio del giorno dell'incidente erano stati riconosciuti cinquanta corpi, con l'aiuto dei parenti, ed i restanti entro il 4 novembre. L'ultima vittima morì quasi un mese dopo l'incidente, con tre quarti della superficie del corpo bruciata dalle fiamme dell'aereo.

## Le indagini
Il Fokker 100 era dotato di un sistema che indicava la retromarcia aperta e le misure da adottare. Tale dispositivo venne però inibito dopo la velocità di ottanta nodi, raggiunta nella corsa di decollo, riprendendo la sua funzione solo dopo che il getto superò i mille piedi di quota, cosa che ancora non era avvenuta. Ciò si basava su una filosofia dell'aviazione moderna, secondo la quale i piloti non dovrebbero adottare alcuna procedura tra queste due marcature, quando gli aerei decidono da soli cosa fare. La filosofia aveva una sua logica, nel caso specifico di questo incidente, perché se i piloti non duellavano con le leve e il carrello di atterraggio e i flap erano retratti, anche se il motore numero due rimaneva al "minimo" (regime minimo), il motore numero uno fornirebbe la potenza necessaria all’aereo per raggiungere un’altitudine di sicurezza, fare il giro dell’aeroporto ed effettuare un atterraggio di emergenza.
Tra le conclusioni presentate dal Centro de Investigação e Prevenção de Acidentes Aeronáuticos (CENIPA), nel rapporto finale sono state menzionate le seguenti: il fatto che, dopo l'atterraggio a San Paolo, secondo i dati del registratore dei dati di volo, l'inversore numero due è rimasto durante il trasporto, senza rimanere bloccati; i due equipaggi (del volo precedente e dell'incidente) non hanno segnalato nulla in merito a tale sistema, fatti che caratterizzano la mancata indicazione del reale stato della retromarcia sul quadro strumenti; e l'indagine ha rilevato che l'inversore del motore destro era stato inavvertitamente aperto al momento del decollo dell'aereo.
Come concause sono stati citati i fattori umani, sotto l'aspetto psicologico, la mancanza di informazioni (istruzioni scritte e pratiche) che hanno contribuito al non riconoscimento dell'anomalia durante il suo sviluppo, l'insolito verificarsi di un rapido ritiro della leva, in un contesto particolarmente difficile dell'operazione, il mancato verificarsi di segnalazioni riguardanti il guasto, nonché la mancanza di conoscenza e di formazione specifica riguardo tale anomalia hanno causato sorpresa e distrazione dell'attenzione dei membri dell'equipaggio.
Nel fattore materiale è stata citata la carenza di progettazione dell'aereo, nel fattore operativo è stata citata la scarsa esperienza del copilota su questo modello di aereo, l'errata applicazione dei comandi, poiché le tre volte in cui le leve sono state ritirate automaticamente, sono state nuovamente spinte in posizione anteriore, e la mancata interpretazione delle informazioni, benché il problema fosse con gli inversori, i piloti hanno dedotto che fosse con l'automanetta.

### Raccomandazioni
Sono state impartite raccomandazioni ai primari enti di omologazione, migliorando la qualità delle analisi di tutti i bollettini, che la divisione omologazione studi una proposta per installare una telecamera in cabina di pilotaggio, che Fokker modifichi l'impianto elettrico del sistema di retromarcia, così da soddisfare i requisiti d'aeronavigabilità e rivedere il cavo di feedback, e alla TAM di modificare il registro, con l'obiettivo di migliorare le registrazioni dei guasti, sviluppare un programma con l'obiettivo di elencare tutte le situazioni di guasto di base, dare maggiore enfasi alla formazione svolta nei simulatori in relazione all'apertura dell'inversore nelle diverse fasi del volo e sottolineano l'importanza di non intervenire al di sotto dei 400 piedi.

## Nella cultura di massa
Il volo TAM JJ402 è stato analizzato nella puntata Carneficina a San Paolo della quindicesima stagione del documentario Indagini ad alta quota trasmesso da National Geographic Channel.